# Platyrhinus resinosus
Anthribe licheneux
Espèce
Platyrhinus resinosus, l’Anthribe licheneux, est une espèce de coléoptères de la famille des Anthribidae et du genre Platyrhinus. Il s'agit de l'unique représentant de son genre en Europe.
Le nom du genre Platyrhinus vient du grec ancien πλατύς "platýs" pour "large" et ῥίς "rhis, rhinós" pour "nez" et fait référence à la face aplatie. Le nom de l'espèce resinōsus (latin) signifie « résineux ».

## Description
Ce coléoptère cylindrique et aplati, d'une longueur de 8 à 15 mm, est le plus grand représentant d'Europe centrale de la famille des charançons au sens large. La pilosité de différentes couleurs terreuses renforce l'impression licheneuse.
Le corps est densément couvert de poils clairs. Les antennes sont de même longueur chez les deux sexes et n'atteignent que le milieu du pronotum.
Les yeux ronds et proéminents sont situés sur le côté de la tête, sous le front large et déprimé. Loin devant les yeux, les antennes sont repliées sur le côté, non visibles du dessus. Les antennes à onze articles sont uniformément sombres, non pliées et se terminent par une massue de trois articles épaissis. Le rostre est large et porte 2 carènes latérales et 2 médianes plus courtes. Les mandibules sont robustes.
Le pronotum plat et grossièrement ridé est déprimé au sommet. La partie antérieure est à peu près aussi large que la tête, le milieu du pronotum s'élargit et atteint presque la largeur des élytres. La moitié postérieure du pronotum est aussi rétrécie. Enfin le pronotum porte 2 apophyses sur les côtés.
Les élytres ont une surface irrégulière. Ils sont principalement sombres avec des taches fauves, dorées et noir de velours, composant un motif licheneux, ce qui rend difficile sa détectabilité sur le sol naturel. Les élytres présentent des lignes transversales fines, irrégulières et légères. Les stries sont constituées de points grossiers, irréguliers et mal positionnés et ne forment que des lignes approximativement droites. Les interstries 3 et 6 sont fortement relevés à la base et le scutellum est très petit.
Les pattes sombres sont doublement annelés clairs. Les tarses sont en quatre parties, cependant, ils semblent être composés de trois articles car le deuxième segment des tarses est découpé en forme de triangle profond et le troisième segment des tarses, bilobé, s'en trouve en partie recouvert. Les ongles sont denticulés à la base.

## Biologie et écologie
L'Antrhibe licheneux est principalement actif pendant les mois d'été (juillet, août) sur les champignons poussant sur les troncs de hêtre dans l'étage subalpin, mais on peut l'observer de la mi-mai jusqu'au début du mois de septembre. Il est lié aux forêts de feuillus, de préférence de hêtres. On y trouve l'espèce dans des endroits exposés au soleil, par exemple à la lisière des forêts ou dans les parcs. On la retrouve sur les troncs infectés par Ustulina vulgaris, souvent en association avec Platystomos albinus et par Rosalia alpina. Cependant, il a également été signalé sur les essences suivantes : aulnes, chênes, bouleaux, frênes, sapins et épicéas. En Suède, on le trouve souvent sur Daldinia concentrica sur les troncs de feuillus brûlés. Lorsqu’il est en danger, le coléoptère se met sur le dos et fait semblant d’être mort pendant un moment.
Les larves saproxylophages se développent dans le bois pourri, se nourrissant de pourriture fibreuse voire de champignons.

## Distribution
L'espèce est répartie dans presque toute l'Europe, on la trouve également Afrique du Nord et au Moyen-Orient, elle est assez commune.

## Statuts
L'espèce est notée déterminante ZNIEFF dans les régions Ile-de-France en 2018, Bourgogne en 2015 et Midi-Pyrénées en 2004.

## Systématique
Le nom valide complet (avec auteur) de ce taxon est Platyrhinus resinosus (Scopoli, 1763).
L'espèce a été initialement classée dans le genre Curculio sous le protonyme Curculio resinosus Scopoli, 1763.
Ce taxon porte en français le nom vernaculaire ou normalisé suivant : Anthribe licheneux.
Platyrhinus resinosus a pour synonymes :
- Anthribus ater E.L.Geoffroy, 1785
- Anthribus flavifrons (J.K.Fuessli, 1775)
- Anthribus latirostris (J.C.Fabricius, 1775)
- Anthribus oblongus (J.H.Sulzer, 1776)
- Anthribus resinosus (J.A.Scopoli, 1763)
- Anthribus striatus (O.F.Mueller, 1776)
- Chrysomela striata (O.F.Mueller, 1776)
- Crioceris flavifrons (J.K.Fuessli, 1775)
- Crioceris oblonga (J.H.Sulzer, 1776)
- Crioceris striata O.F.Mueller, 1776
- Cryptocephalus striatus (O.F.Mueller, 1776)
- Curculio latirostris J.C.Fabricius, 1775
- Curculio oblongus (J.H.Sulzer, 1776)
- Curculio resinosus J.A.Scopoli, 1763
- Curculio striatus O.F.Mueller, 1776
- Curculio terlineatus J.F.Gmelin, 1790
- Macrocephalus latirostris (J.C.Fabricius, 1775)
- Macrocephalus oblongus (J.H.Sulzer, 1776)
- Platyrhinus ater (E.L.Geoffroy, 1785)
- Platyrhinus costirostris Clairville & J.P.de
- Platyrhinus flavifrons R.Frieser, 1981
- Platyrhinus latirostris (J.C.Fabricius, 1775)
- Platyrhinus oblongus (J.H.Sulzer, 1776)
- Platyrhinus striatus Goeze, 1777
- Platyrrhinus latirostris (F., 1775)
- Platyrrhinus resinosus (F., 1775)
- Platyrrhinus resinosus (Scopoli, 1763)
- Silpha flavifrons J.K.Fuessli, 1775
- Silpha oblonga J.H.Sulzer, 1776
- Silpha oblongus R.Frieser, 1981